# 卡尔·奥斯本
卡尔·奥斯本（英語：Carl Osburn，1884年5月5日—1966年12月28日），美国海军军官以及男子射击运动员。他曾代表美国参加1912年、1920年和1924年夏季奥林匹克运动会射击比赛，获得五枚金牌、四枚银牌和二枚铜牌。他一度是在奥运会上获得奖牌最多的美国男运动员，這一記錄後來被迈克尔·菲尔普斯打破。